# Iobates
Iobates (altgriechisch Ἰοβάτης Iobátēs) ist in der griechischen Mythologie ein lykischer König.
Als Proitos in der Auseinandersetzung um das väterliche Erbe seinem Bruder Akrisios unterlag, floh er nach Lykien, wo er von Iobates gastfreundlich aufgenommen wurde und dessen Tochter – mal Anteia, mal Stheneboia genannt – zur Frau nahm. Mit Hilfe seines Schwiegervaters gelang es ihm, zurückzukehren und seinen Bruder zu besiegen. Die Brüder teilten schließlich das Erbe und Proitos wurde der erste König von Tiryns. Anteia aber verliebte sich unerwidert in Bellerophon, der am Hofe des Proitos weilte, um sich von einem Mord reinigen zu lassen. Daraufhin verleumdete sie den Bellerophon bei ihrem Gatten. Der schickte nun Bellerophon zu Iobates und gab ihm einen Brief an Iobates mit, der die Aufforderung enthielt, Bellerophon zu töten. Briefe dieses Inhalts wurden daher auch „Bellerophontusbriefe“ genannt.
Iobates nahm Bellerophon, ohne den Brief zu lesen, gastfreundlich auf, veranstaltete ihm zu Ehren ein neuntägiges Festgelage, bei dem neun Stiere geopfert wurden. Erst am zehnten Tag las er den Brief. Da er Bellerophon nicht selbst töten lassen wollte, übertrug er Bellerophon als Auftrag und in der Hoffnung, er würde dabei den Tod finden, die Chimaira zu töten. Nachdem Bellerophon diese Aufgabe gemeistert hatte und auch weiteren Anschlägen entkommen war, erkannte Iobates die schützende Götterhand über Bellerophon, vermählte ihn mit seiner Tochter, deren Name entweder Philonoe, Kasandra, Antikleia oder Alkimene war, und schenkte ihm sein halbes Reich. Nur Plutarch überliefert, Iobates sei auch nach allen gescheiterten Versuchen, Bellerophon den Tod zu bringen, unversöhnlich und ungerecht ihm gegenüber geblieben. Bellerophon betete daher am Meer zu Poseidon um Strafe für Iobates und Unfruchtbarkeit für das Land, worauf eine mächtige Woge das Land überflutete.
Ist der lykische König bei Homer noch namenlos, so heißt er sowohl bei Euripides als auch bei Sophokles Iobates und spielte in der gleichnamigen Tragödie des Sophokles die zentrale Rolle.